# کشکا
کشکا، روستایی است از توابع بخش مرکزی شهرستان قائم‌شهر در استان مازندران ایران. این روستا با جمعیت پایین و ارتفاع بالا از سطح دریا و همچینین زیبایی خاصی که دارد به عنوان یکی از روستاهای پرتردد در شهرستان قائمشهر به حساب می‌آید. شغل اکثر مردمان این روستا کشاورزی و باغداری و تا حدود کمی دامداری می‌باشد. کشکا یکی از آرام‌ترین روستاهای زیبا در شهرستان قائمشهر که منتهی به پارک جنگلی است می‌باشد. 
این روستا در بالاتجن قرار داشته و براساس آخرین سرشماری مرکز آمار ایران که در سال ۱۳۸۵ صورت گرفته، جمعیت آن ۱۵۰نفر (۴۲خانوار) بوده‌است.